# Nolan Bushnell
Nolan Bushnell (Clearfield, Utah, 5 februari 1943) is samen met Ted Dabney de oprichter van het Amerikaanse computerhardware- en softwarebedrijf Atari. Hij staat ook wel bekend als de geestelijke vader van de computerspelindustrie.

## Carrière
In 1965 tijdens zijn studie aan de Universiteit van Utah kwam Bushnell voor het eerst in aanraking met een computerspel, namelijk het door Steve Russell in 1961 bedachte spel Spacewar. Hij zag wel commerciële mogelijkheden voor het computerspel maar computers in die tijd nog veel te groot en te duur. 
Pas in 1971, door de komst van de microcomputer, zag hij zijn kans schoon en bouwde hij samen met Ted Dabney de eerste arcadekast met daarop Computer Space, zijn versie van Spacewar. Het bedrijf Nutting Associates produceerde er 1500. Dit was niet alleen het eerste commerciële computerspel maar ook de eerste mislukking in de computerspellenindustrie. Bushnell redeneerde dat het spel te ingewikkeld was in vergelijking met de toen populaire flipperkasten en ging op zoek naar een simpeler spel.
Op 27 juni 1972 richtte hij samen met Dabney het legendarische bedrijf Atari op. Het eerste commerciële succes was het videokastspel Pong ontwikkeld door Al Alcorn, de eerste werknemer van Atari. De naam Pong verwijst naar het geluid dat het spel maakt als de bal de muur raakte. Het was zo'n succes dat er in 1973 al 10.000 geproduceerd waren. 
In 1976 werd het bedrijf verkocht aan Warner Communication. Een jaar later in 1977 lanceerde Atari de succesvolste spelcomputer ooit, de Atari Video Computer System  (VCS). Na onenigheid met de nieuwe directie verliet Bushnell eind 1978 Atari.
Nolan Bushnell is ook de oprichter (1977) en voormalig eigenaar van Chuck E. Cheese, een keten van pizzeria's met (uitgebreide) speelmogelijkheden (die in 1984 door een concurrent werd overgenomen, in totaal zijn er nu meer dan 500 vestigingen).
Bushnell heeft een ster op de Walk of Game ter erkenning van zijn prestaties op het gebied van computerspellen.